# Огневой (большой противолодочный корабль)
«Огневой» —  большой противолодочный корабль Проекта 61М ВМФ СССР. Третий в серии. Служил в составе БФ и СФ.

## История строительства
Закладка корабля состоялась 9 мая 1962 года на судостроительном заводе имени А. А. Жданова (Северная верфь) в Ленинграде. Первоначально назывался «СКР-31». 27 августа 1962 года корабль был зачислен в списки кораблей ВМФ СССР. 31 мая 1963 года спущен на воду, 31 декабря 1964 года вступил в строй.

## История службы
21 января 1965 года включён в состав Краснознамённого Балтийского флота. На  СФ корабль приписан  1970-1971 поход на Кубу. В 1971 год переход в Балтийск. В 1972 году после проведённой модернизации был переведён в состав Северного флота.
- с 27 августа по 10 сентября переход в Североморск
- с 10 июля 1983 по 24 февраля 1984 корабль выполнял задачи БСв районах Средиземного моря
- В ноябре 1983 посетил порт Тартус Сирия
- с 10 ноября по 10 декабря 1983 базировался в Севастополе
- с 14 декабря по 22 декабря 1983 корабль посетил порт Аннаба Алжир с деловым заходом
- в сентябре 1983 корабль принимал участие в учении Океан 83 под руководством ГК ВМФ
- в январе феврале 1984 принимал участие в учении ОСРУС в Средиземном море
- в марте 1984 принимал участие в учении Атлантика 84
- с 5 октября 1984 корабль нес  БС в районах северной Атлантики
- декабрь - июнь 1985 год дружеский визит в Народную демократическою республику Ангола, город Луанда
- январь - июнь 1986 года боевая служба в Средиземном море.

Наносил визиты:
- март 1986 года в Тобрук.

В октябре 1989 года исключён из состава ВМФ и расформирован.